# Cumières-le-Mort-Homme
Pour les articles homonymes, voir Cumières et Mort-Homme.
Cumières-le-Mort-Homme est une commune française située dans le département de la Meuse, en région Grand Est.
Elle fait partie des neuf villages français détruits durant la Première Guerre mondiale non reconstruits car classés en zone rouge du département de la Meuse. Après la guerre, la commune n'a jamais eu plus de sept habitants recensés et il n'en reste aucun après 1990.

## Géographie

### Localisation
La commune est située à une quinzaine de kilomètres au nord-ouest de Verdun sur la rive gauche de la Meuse.

### Communes limitrophes
| Béthincourt      | Forges-sur-Meuse       | Regnéville-sur-Meuse |
|                  | Cumières-le-Mort-Homme | Champneuville        |
| Esnes-en-Argonne | Chattancourt           |                      |

### Hydrographie
La commune est dans le bassin versant de la Meuse au sein du bassin Rhin-Meuse. Elle est drainée par le ruisseau de Chattancourt,.

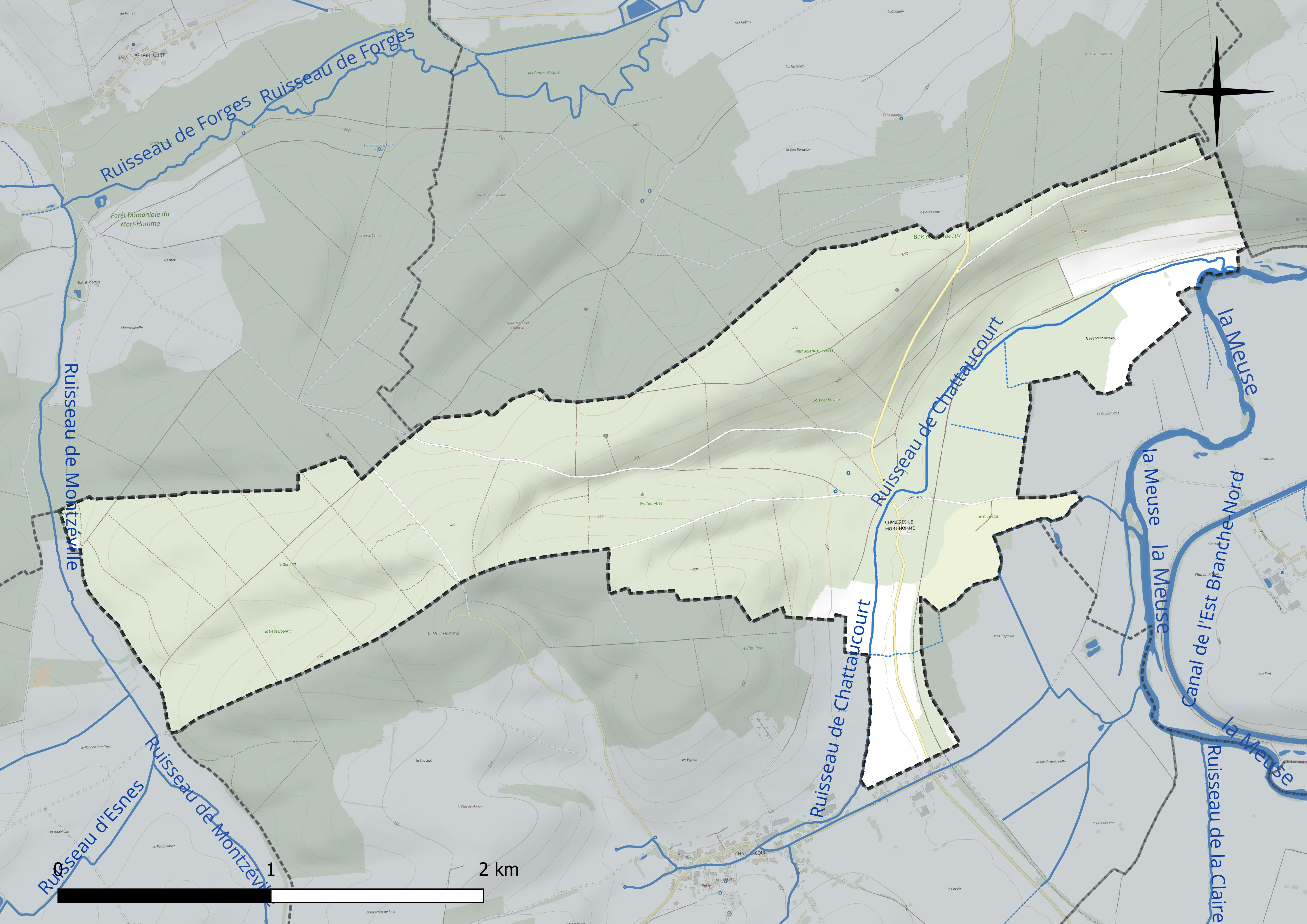
Réseau hydrographique de Cumières-le-Mort-Homme.

### Climat
Pour des articles plus généraux, voir Climat du Grand Est et Climat de la Meuse.
En 2010, le climat de la commune est de type climat de montagne, selon une étude du Centre national de la recherche scientifique s'appuyant sur une série de données couvrant la période 1971-2000. En 2020, Météo-France publie une typologie des climats de la France métropolitaine dans laquelle la commune est exposée à un climat océanique altéré et est dans la région climatique Lorraine, plateau de Langres, Morvan, caractérisée par un hiver rude (1,5 °C), des vents modérés et des brouillards fréquents en automne et hiver.
Pour la période 1971-2000, la température annuelle moyenne est de 9,7 °C, avec une amplitude thermique annuelle de 15,9 °C. Le cumul annuel moyen de précipitations est de 940 mm, avec 13,9 jours de précipitations en janvier et 9,6 jours en juillet. Pour la période 1991-2020, la température moyenne annuelle observée sur la station météorologique de Météo-France la plus proche, « Septsarges », sur la commune de Septsarges à 10 km à vol d'oiseau, est de 10,3 °C et le cumul annuel moyen de précipitations est de 942,8 mm. 
La température maximale relevée sur cette station est de 39,9 °C, atteinte le 25 juillet 2019 ; la température minimale est de −15,7 °C, atteinte le 1er janvier 1997,,.
Les paramètres climatiques de la commune ont été estimés pour le milieu du siècle (2041-2070) selon différents scénarios d'émission de gaz à effet de serre à partir des nouvelles projections climatiques de référence DRIAS-2020. Ils sont consultables sur un site dédié publié par Météo-France en novembre 2022.

## Urbanisme

### Typologie
Au 1er janvier 2024, Cumières-le-Mort-Homme est catégorisée commune rurale à habitat très dispersé, selon la nouvelle grille communale de densité à sept niveaux définie par l'Insee en 2022.
Elle est située hors unité urbaine. Par ailleurs la commune fait partie de l'aire d'attraction de Verdun, dont elle est une commune de la couronne,. Cette aire, qui regroupe 103 communes, est catégorisée dans les aires de moins de 50 000 habitants,.

### Occupation des sols
L'occupation des sols de la commune, telle qu'elle ressort de la base de données européenne d’occupation biophysique des sols Corine Land Cover (CLC), est marquée par l'importance des forêts et milieux semi-naturels (89,8 % en 2018), une proportion identique à celle de 1990 (89,8 %). La répartition détaillée en 2018 est la suivante : 
forêts (84,1 %), prairies (10,1 %), milieux à végétation arbustive et/ou herbacée (5,7 %). L'évolution de l’occupation des sols de la commune et de ses infrastructures peut être observée sur les différentes représentations cartographiques du territoire : la carte de Cassini (XVIIIe siècle), la carte d'état-major (1820-1866) et les cartes ou photos aériennes de l'IGN pour la période actuelle (1950 à aujourd'hui).

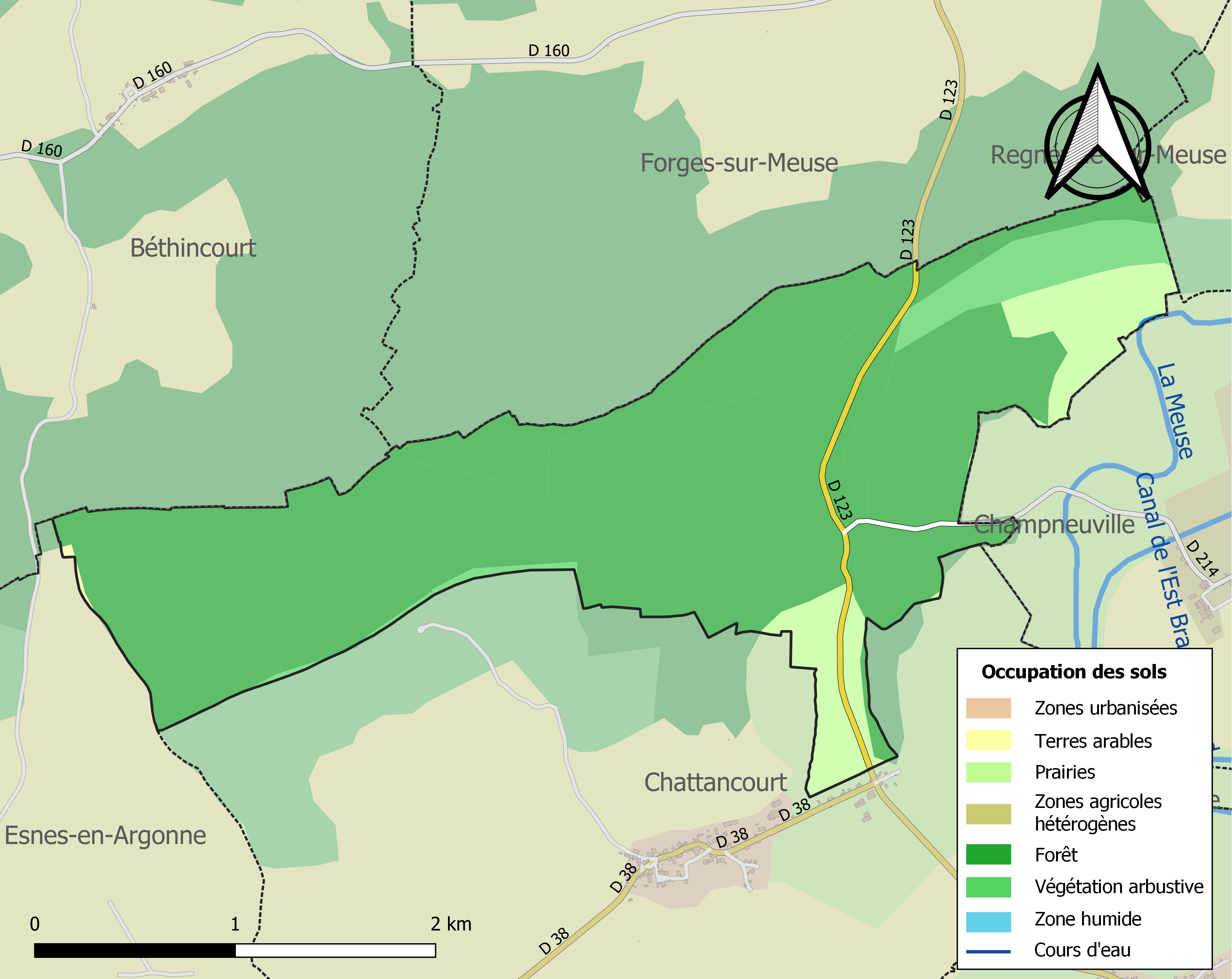
Carte des infrastructures et de l'occupation des sols de la commune en 2018 (CLC).

## Toponymie
Le nom de la localité est attesté sous les formes Commenarias en 701 sur une chartre de Pépin, en 702 dans le cartulaire de l'abbaye de Saint Vanne, Cumière en 1793, Cumières en 1801, Cumières-le-Mort-Homme en 1922, par décret du 24.02.1922 ( J.O. , 1922 , 3 , 2622 ).
Cumières, du latin communis « commun » et suffixe –aria, désignant des terres appartenant à une communauté.
Le déterminant complémentaire Mort-Homme, est le nom d'une colline. Nom rajouté en 1922, est un ancien  mort ome « orme mort » selon le mode de composition influencé par le germanique.

## Histoire
La voie romaine Reims-Verdun-Metz traverse la Meuse à gué en ce lieu. L'emplacement de ce passage à Cumières fut mis à jour par les Allemands lorsqu'ils creusèrent leurs tranchées pendant le premier conflit mondial.
Pour le mois d'octobre 1285, dans son poème Le Tournoi de Chauvency, Jacques Bretel mentionne plusieurs fois — dans le cours de ces festivités de Chauvency-le-Château offertes par le comte Louis V de Chiny — un Colart ou Collard de Cumières présent aux côtés des Neuville, Ornes, Creuë, Rosières et Briey.
Le 30 juin 1598, les héritiers Claude Le Clerc, dont Jean Le Clerc confirment avoir cédé la seigneurie de Cumières.
Le 21 février 1916, le tonnerre des canons marque le début de la bataille de Verdun qui commence par l'attaque allemande sur la rive droite de la Meuse ; la deuxième attaque, sur la rive gauche, commence le 6 mars. Situé sur le secteur de Verdun, le village de Cumières est perdu par les troupes françaises dans la nuit du 23 au 24 mai 1916 et repris le 20 août 1917 ; il va disparaître totalement sous l'effet de l'acharnement des pilonnages par les artilleries française et allemande.
C'est l'un des neuf villages français détruits durant la Première Guerre mondiale qui n'a jamais été reconstruit. Déclarée « commune morte pour la France » à la fin des hostilités, il fut décidé de la conserver en mémoire des événements qui s'y déroulèrent.

## Politique et administration
La commune est aujourd'hui administrée par un conseil de trois personnes désignées par le préfet de la Meuse.
| Période                                  | Période  | Identité                  | Étiquette | Qualité |
| ---------------------------------------- | -------- | ------------------------- | --------- | ------- |
|                                          |          | Jean Pierre Roland        |           |         |
|                                          |          | Jean Nicolas Piéton       |           |         |
| 1902                                     | 1946     | Charles Alfred de Fisson  |           |         |
| Les données manquantes sont à compléter. |          |                           |           |         |
|                                          |          | André Lavigne (1889-1979) |           |         |
| Les données manquantes sont à compléter. |          |                           |           |         |
| 2008                                     | 2016     | Jean Lavigne              |           |         |
| 2016                                     | 2020     | Jean Lavigne              |           |         |
| 2020                                     | en cours | Pierre Weiss              |           |         |

## Population et société

### Démographie
Depuis le premier recensement de 1793, la population de la commune de Cumières évolue entre 205 et 315 habitants. Au cours de la Première Guerre mondiale, la commune de Cumières perd la totalité de ses habitants et est placée en « zone rouge » en 1918 avec l’ensemble de la colline du Mort-Homme puis reçoit le statut unique de « village détruit » en compagnie de huit autres villages de Meuse tout aussi martyrisés. Les recensements postérieurs à 1918 attestent de la présence de quelques habitants jusqu'en 1990, date au-delà de laquelle la commune n'a plus d'habitant.
| 1793 | 1800 | 1806 | 1821 | 1831 | 1836 | 1841 | 1846 | 1851 |
| ---- | ---- | ---- | ---- | ---- | ---- | ---- | ---- | ---- |
| 215  | 257  | 265  | 302  | 302  | 306  | 309  | 302  | 315  |

| 1856 | 1861 | 1866 | 1872 | 1876 | 1881 | 1886 | 1891 | 1896 |
| ---- | ---- | ---- | ---- | ---- | ---- | ---- | ---- | ---- |
| 303  | 279  | 263  | 237  | 246  | 251  | 238  | 239  | 240  |

| 1901 | 1906 | 1911 | 1921 | 1926 | 1931 | 1936 | 1946 | 1954 |
| ---- | ---- | ---- | ---- | ---- | ---- | ---- | ---- | ---- |
| 239  | 206  | 205  | 3    | 4    | 4    | 6    | 4    | 2    |

| 1962 | 1968 | 1975 | 1982 | 1990 | 1999 | 2005 | 2006 | 2010 |
| ---- | ---- | ---- | ---- | ---- | ---- | ---- | ---- | ---- |
| 3    | 7    | 4    | 3    | 1    | -    | -    | -    | -    |

| 2015 | 2020 | 2022 | - | - | - | - | - | - |
| ---- | ---- | ---- | - | - | - | - | - | - |
| -    | -    | -    | - | - | - | - | - | - |

## Économie
Néant, lieu de mémoire (commune « morte »).
Cependant, des terres agricoles sont exploitées par des agriculteurs des communes voisines, et la forêt domaniale du Mort-Homme, par l'ONF.

## Culture locale et patrimoine

### Lieux et monuments

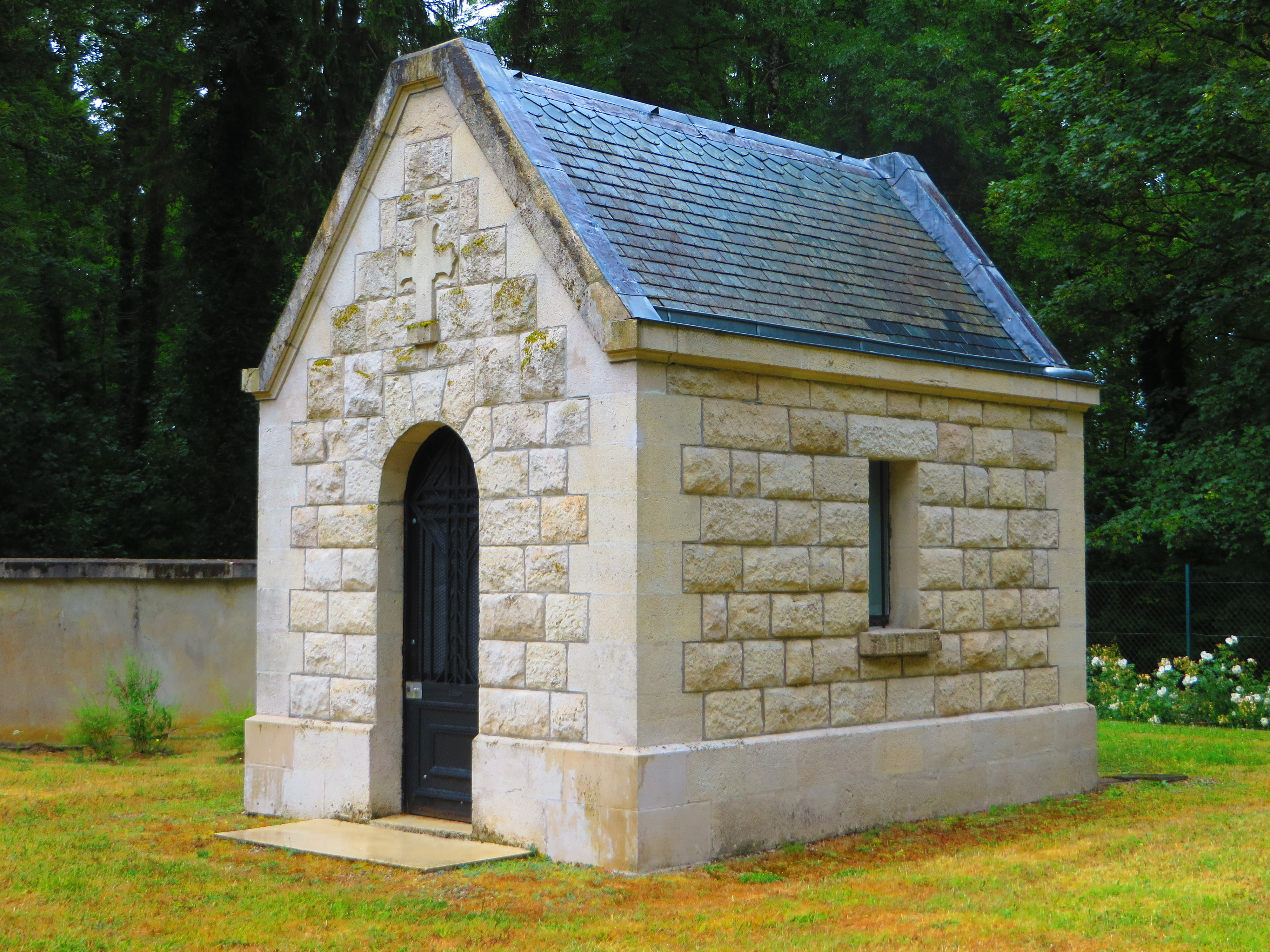
La chapelle Saint-Remi.

- La chapelle Saint-Remi, construite en 1933 avec un enclos du souvenir et monument aux morts, commémorant Cumières village anéanti. Elle est inscrite au titre des Monuments Historiques depuis décembre 2021[21].

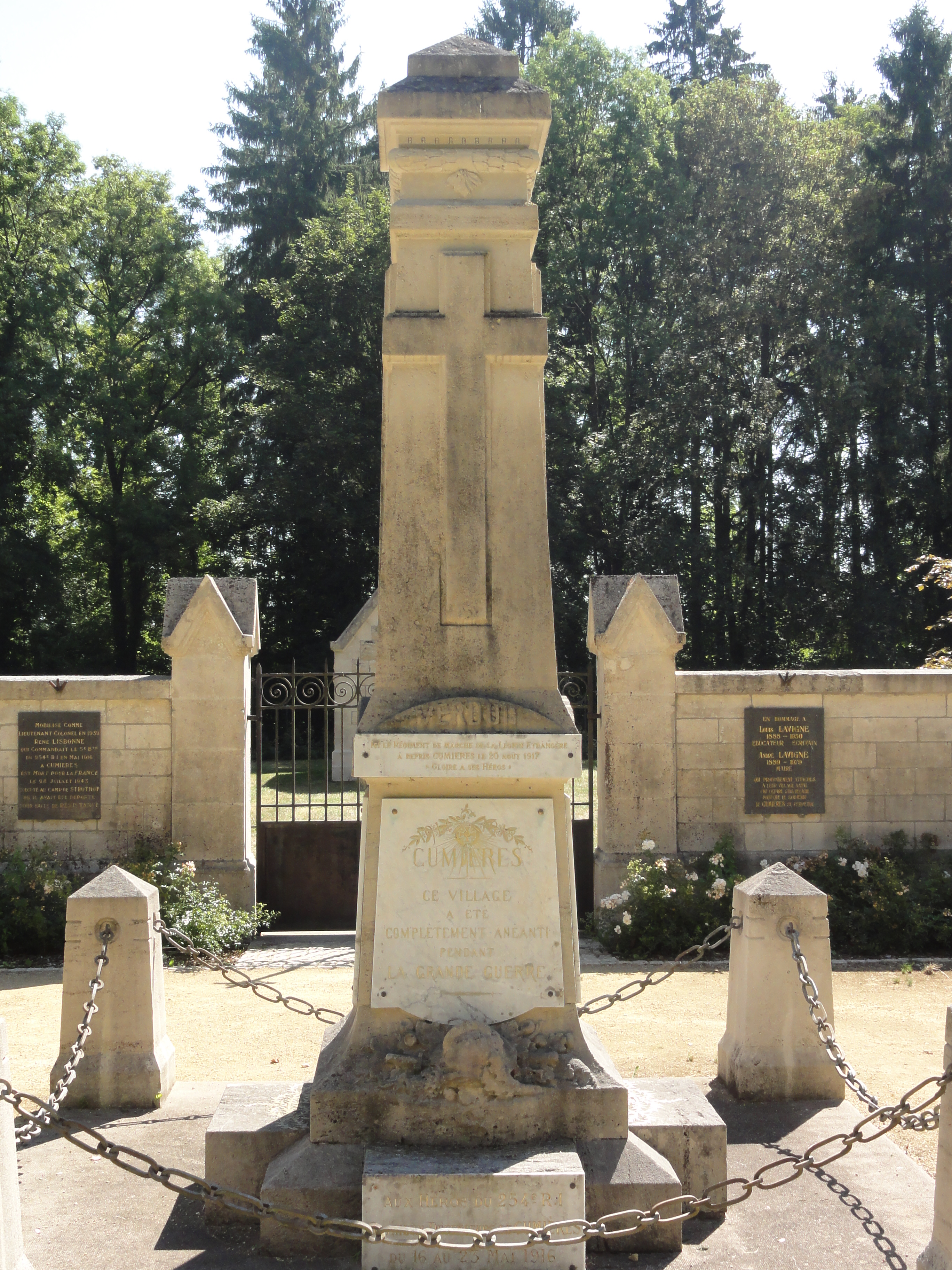
Monument aux morts Cumières village anéanti.
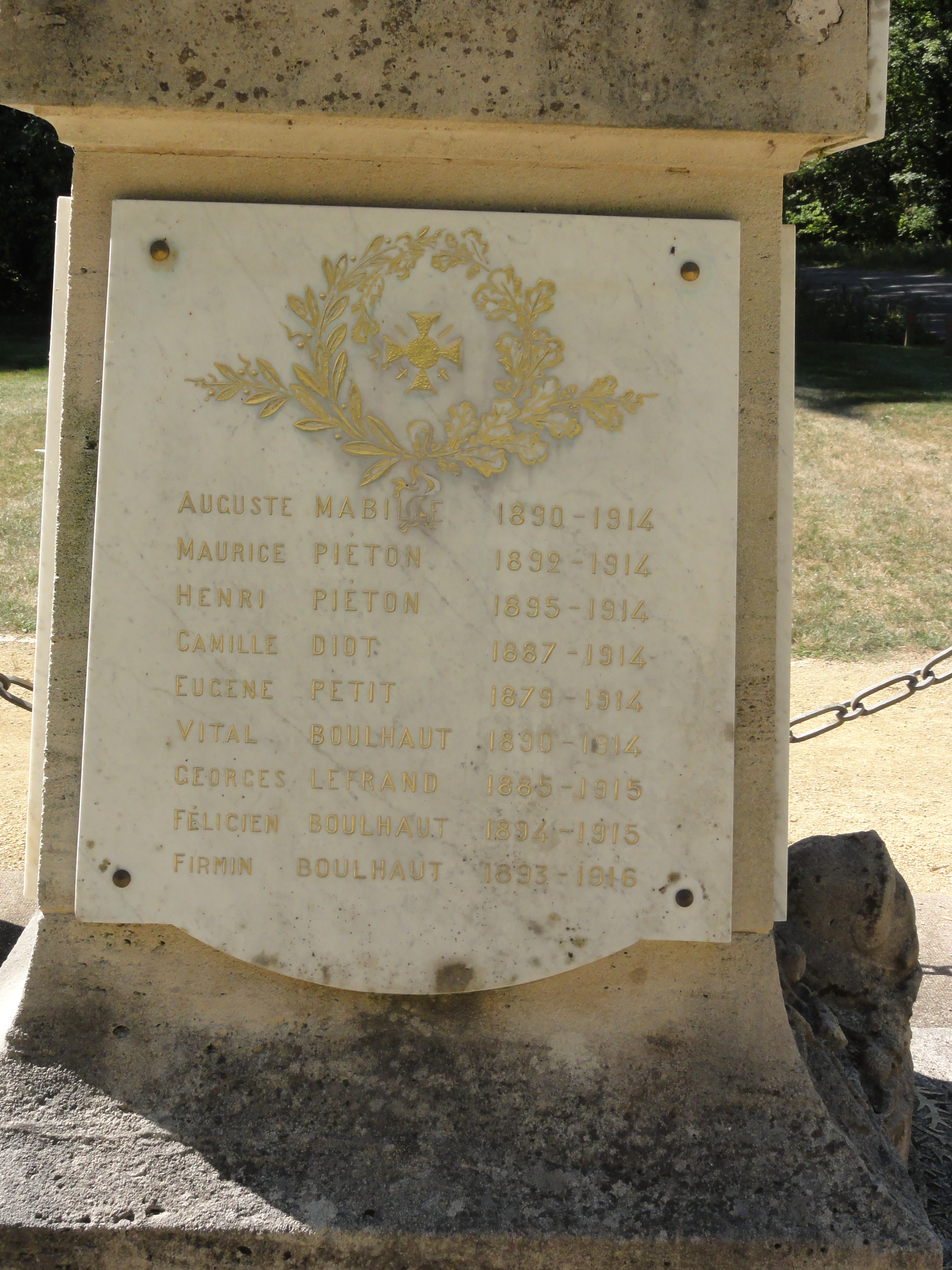
Liste de noms 1914-1916 du monument aux morts.
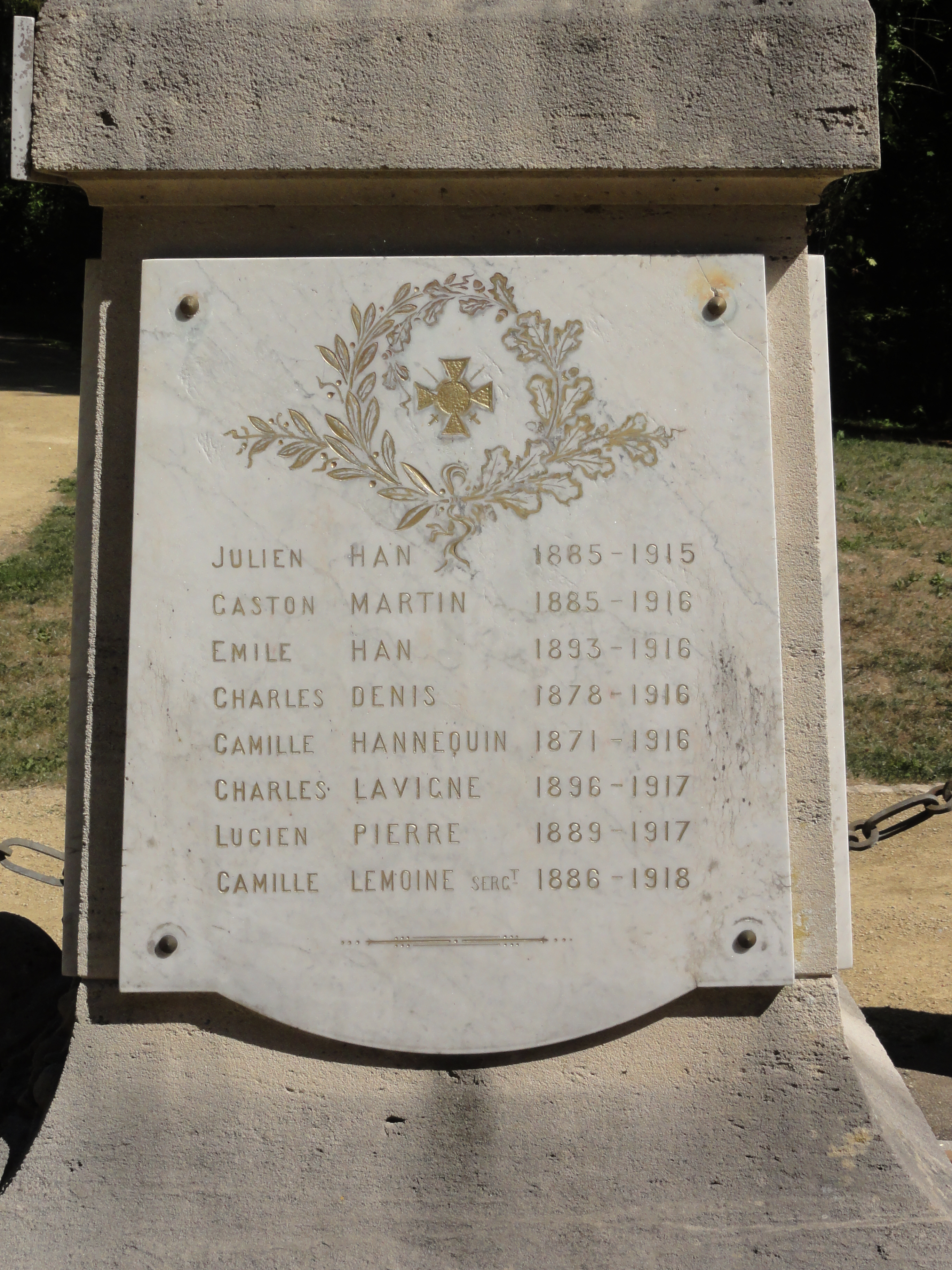
Liste de noms 1915-1918 du monument aux morts.

#### Monument à la69edivision d'infanterie

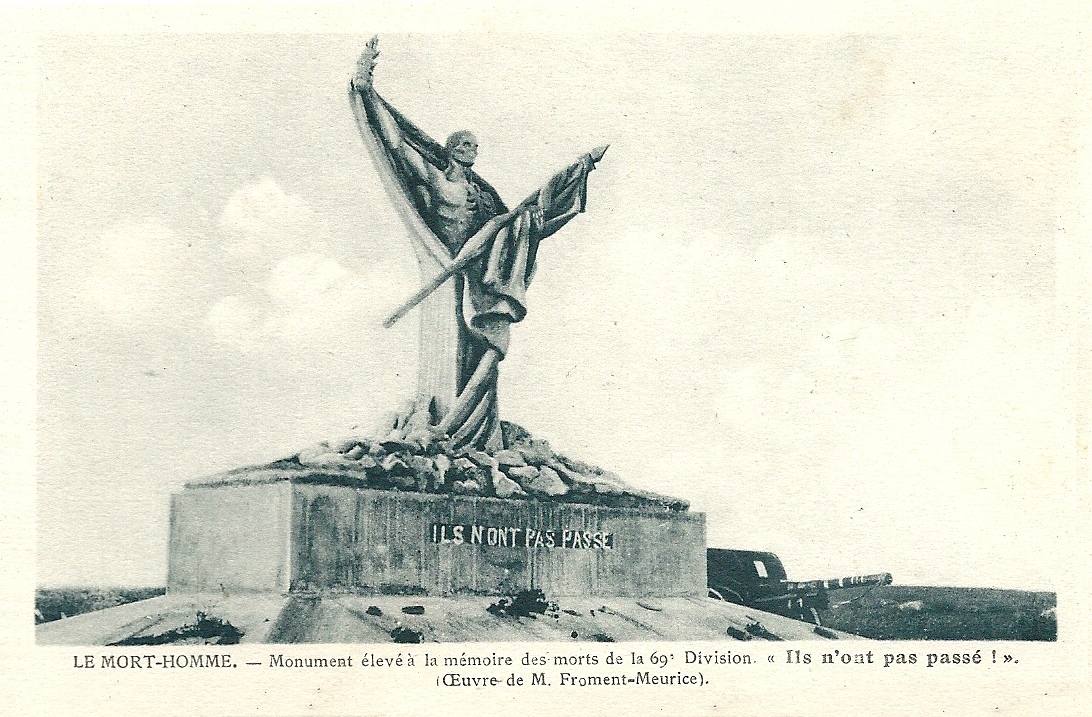
Le monument à la mémoire des soldats de la.

Au lieu-dit le Mort-Homme le monument élevé à la mémoire des soldats de la 69e division, érigé par l'amicale des anciens de la 69e division d'infanterie. Jacques Froment-Meurice a réalisé une œuvre représentant un squelette se dégageant de son suaire. Debout, le squelette du soldat pousse un cri de victoire. Il porte sur divers bras un drapeau, symbolisant la nation pour laquelle il s'est sacrifié, de l'autre bras il brandit le flambeau de la victoire. Sur le socle du monument, l'inscription « Ils n'ont pas passé », rappelle la résistance victorieuse des soldats français.
Les travaux se sont déroulés du 12 juillet au 20 août 1922. L'entretien du monument a été confié au Souvenir français.
À 100 m, le monument de granit dressé par les anciens de la 40e division d'infanterie.

#### Ancien champ de bataille
Classé en zone rouge, l'ancien champ de bataille a été planté de conifères dans les années 1920. Dans cette forêt de 14 000 ha, on distingue les bords des cratères d'obus, l'emplacement des villages détruits dont rien ne subsiste. Une chapelle a été érigée en 1933 à l'endroit où se trouvait l'église avant la Grande Guerre.

### Héraldique
| Blason de Cumières-le-Mort-Homme | Blason  | D'or à la fasce d'azur accompagnée en chef de trois anneaux de gueules et soutenue d'une étoile à dix rais de gueules remplie d'argent. |
| Blason de Cumières-le-Mort-Homme | Détails | Création Robert André Louis et Dominique Lacorde. Utilisé par la commune depuis novembre 2016.                                          |

### Personnalités liées à la commune
- Bienheureuse sœur Jeanne Gérard (1752-1794), née à Cumières, guillotinée sous La Terreur le 26 juin 1794, béatifiée le 13 juin 1920, fêtée le 26 juin[22],[23],[24].
- Capitaine René Lisbonne (1881-1943), commandant le 5e bataillon du 254e RI fin mai 1916 à Cumières.
- Florimond Wagon (1895-1916), instituteur et écrivain tué le 20 mai 1916 au Mort-Homme. Son nom est inscrit au Panthéon dans la liste des 560 écrivains morts pour la France au cours de la Première Guerre mondiale.

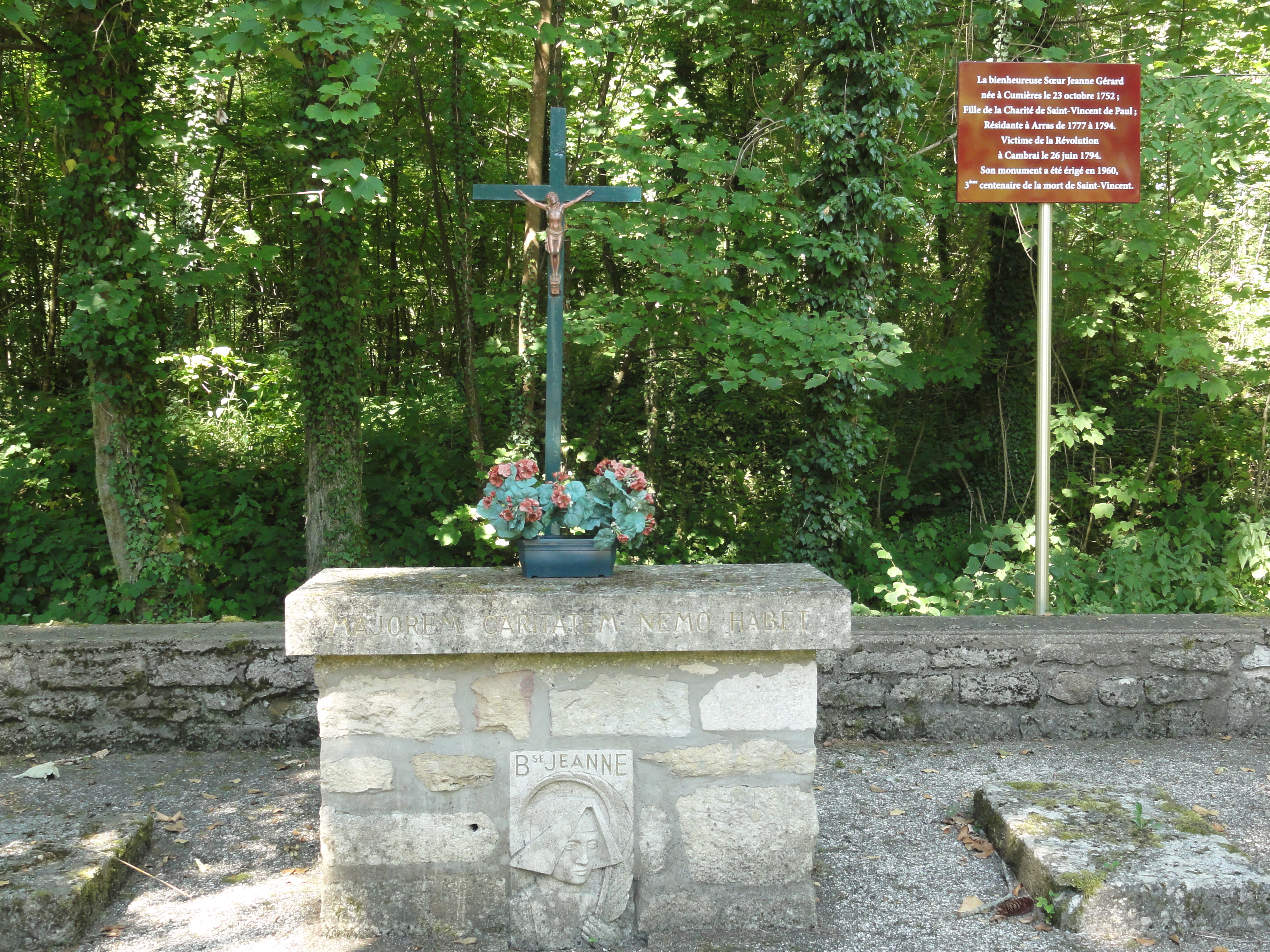
Mémorial sœur Jeanne Gérard.
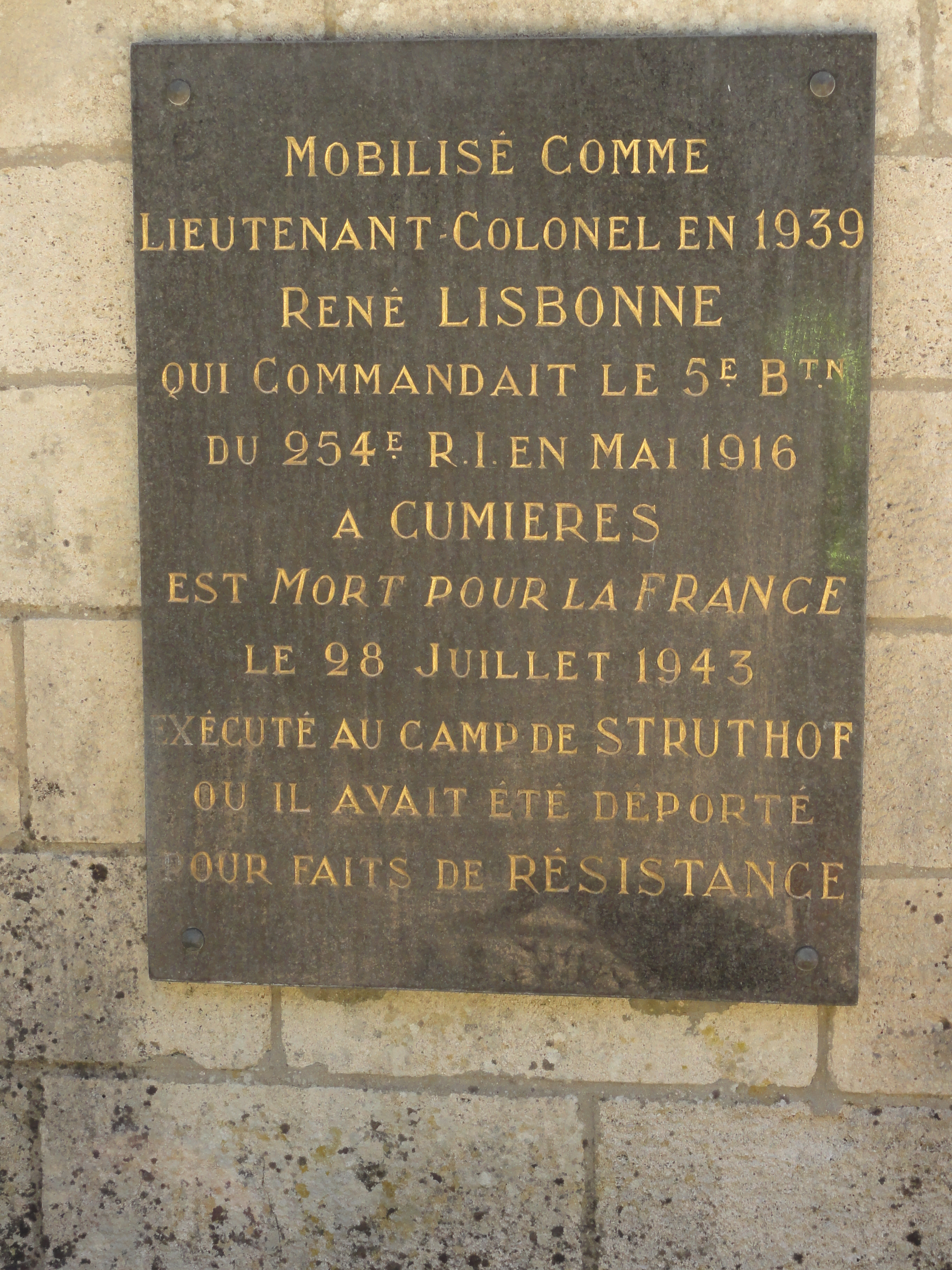
Plaquette René Lisbonne.
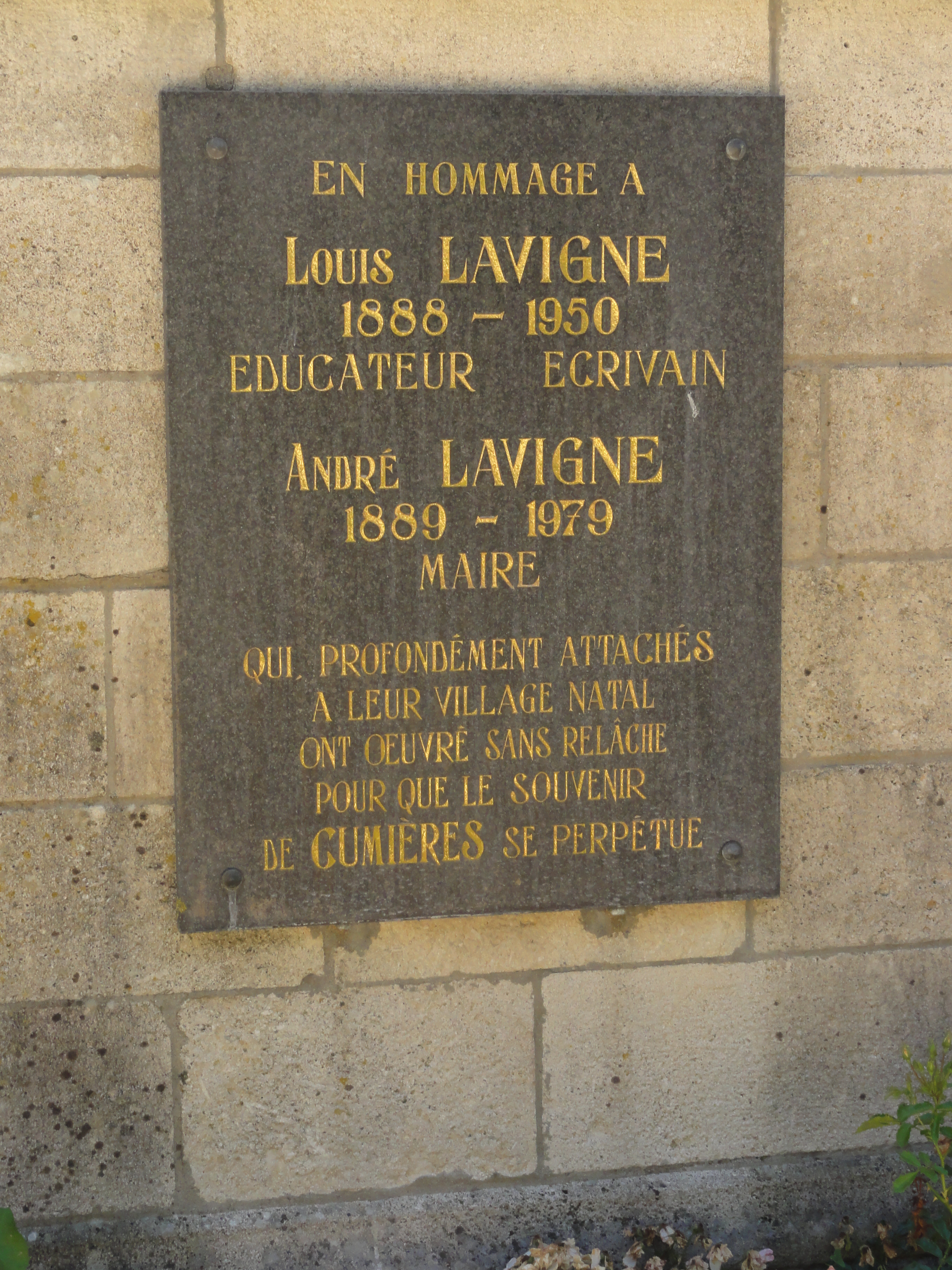
Plaquette Louis Lavigne  et André Lavigne.